# Résolution 880 du Conseil de sécurité des Nations unies
Membres permanents
- Chine
- États-Unis
- France
- Royaume-Uni
- Russie

Membres non permanents
- Brésil
- Cap-Vert
- Djibouti
- Espagne
- Hongrie
- Japon
- Maroc
- Nouvelle-Zélande
- Pakistan
- Venezuela

Résolution no 879 Résolution no 881
La Résolution 880 du Conseil de sécurité des Nations unies fut adoptée à l'unanimité le 4 novembre 1993. Après avoir rappelé la résolution 745 (1992) et d'autres résolutions pertinentes sur le Cambodge, le Conseil s'est préoccupé du retrait de l'Autorité provisoire des Nations unies au Cambodge (APRONUC) du pays.
Le Conseil de sécurité s'est félicité de la période de transition au cours de laquelle la paix, la stabilité et la réconciliation ont été instaurées sous la direction de Norodom Sihanouk, aujourd'hui roi du Cambodge. Une constitution nouvellement adoptée, la mise en place d'un gouvernement et la conclusion d'élections conformément aux accords de Paris ont été accueillis favorablement, permettant au Conseil de déclarer que les objectifs des accords avaient été atteints.
Des hommages ont été rendus aux États membres qui ont fourni du personnel à l'APRONUC tandis que des condoléances ont été adressées à ceux qui ont perdu des ressortissants. L'accent a été mis sur la fourniture rapide d'une assistance internationale pour le relèvement, la reconstruction, le développement et la consolidation de la paix, tout comme sur la nécessité d'assurer la sécurité du retrait du personnel de l'APRONUC et la continuité du déminage.
La résolution a de nouveau salué l’adhésion du roi Norodom Sihanouk, qui a joué un rôle important dans le processus de paix. Le Conseil s'est également félicité de la formation d'un nouveau gouvernement et a célébré le travail de l'APRONUC pour son rôle au Cambodge. Dans le même temps, les États Membres ont été exhortés à respecter la souveraineté, l'intégrité territoriale et la neutralité du Cambodge. Le Conseil a également exigé que toutes les attaques de la faction khmère contre le Gouvernement cambodgien ou l'APRONUC cessent. Compte tenu de l'histoire du Cambodge, le respect du droit international humanitaire dans le pays a été affirmé, demandant aux pays de fournir des experts techniques, du matériel et des contributions volontaires.
Le retrait de la composante militaire de l'APRONUC d'ici le 15 novembre 1993, comme prévu dans la Résolution 860 (1993), devait se poursuivre, tout en prorogeant le mandat de l'unité de déminage et de formation jusqu'au 30 novembre 1993 et celui de la police militaire et des composantes médicales jusqu'au 31 décembre 1993.
Une équipe de 20 observateurs militaires a ensuite été constituée, connue sous le nom d’Équipe de liaison militaire des Nations unies (UNMLT), pour suivre la situation dans le pays après le retrait de l’APRONUC. L'intention du Secrétaire général Boutros Boutros-Ghali de nommer une personne chargée de coordonner la présence des Nations unies au Cambodge a été bien accueillie, tout comme son intention de rendre compte des enseignements tirés au cours de l'ensemble de l'opération de l'APRONUC.